# Кадыргуловский сельсовет
Кадыргуловский сельсовет — муниципальное образование в Давлекановском районе Башкортостана.

## История
Согласно «Закону о границах, статусе и административных центрах муниципальных образований в Республике Башкортостан» имеет статус сельского поселения.

## Население
| 2002  | 2009  | 2010  | 2012  | 2013  | 2014  | 2015  |
| ----- | ----- | ----- | ----- | ----- | ----- | ----- |
| 1489  | ↘1371 | ↘1330 | ↘1274 | ↘1237 | ↘1205 | ↘1164 |
| 2016  | 2017  |       |       |       |       |       |
| ↘1131 | ↘1123 |       |       |       |       |       |

## Состав сельского поселения
| № | Населённый пункт | Тип населённого пункта          | Население |
| - | ---------------- | ------------------------------- | --------- |
| 1 | Кадыргулово      | деревня, административный центр | ↗234      |
| 2 | Камчалытамак     | село                            | ↘475      |
| 3 | Хусаиново        | село                            | ↘304      |
| 4 | Новоянбеково     | деревня                         | ↘187      |
| 5 | Филипповка       | село                            | ↘49       |
| 6 | Кузьминовка      | деревня                         | ↘41       |
| 7 | Гумерово         | деревня                         | ↘40       |